# Krumpenschloss
Das Krumpenschloss, auch Altfürstenberg, Alt-Fürstenberg oder Schlossberg genannt, ist eine abgegangene Spornburg auf einem 890 m ü. NHN hohen Felssporn oberhalb des Bregtales unweit des Fischerhofes bei dem Ortsteil Hammereisenbach der Stadt Vöhrenbach im Schwarzwald-Baar-Kreis in Baden-Württemberg.
Die Bezeichnung „Krumpenschloss“ tauchte erstmals im Jahr 1885 auf und steht wohl direkt in Verbindung mit dem Krumpenhof, auf dessen Areal die Anlage liegt.
Von der ehemaligen Burganlage der Wallburg sind noch Reste der Wälle und Gräben erhalten.